# Comune di Hvidovre
Il comune di Hvidovre è un comune danese situato nella regione di Hovedstaden. Capoluogo e sede amministrativa è la cittadina omonima.
Il comune confina ad est con Copenaghen e si affaccia sull'Øresund. Comprende l'area di Avedøre Holme, un'ex palude salmastra recuperata negli anni '20 tramite la costruzione di una diga.